# Diêm Tân

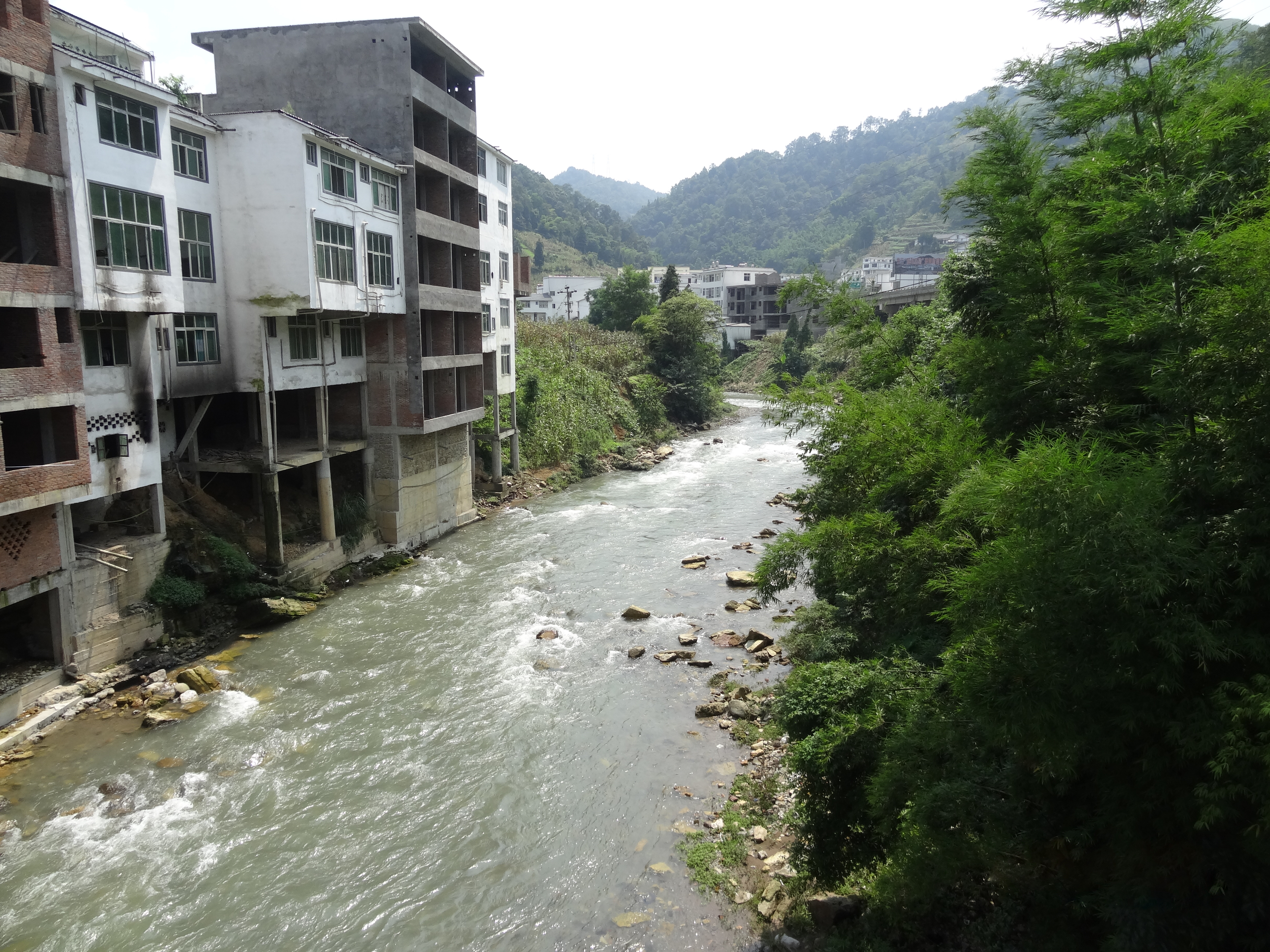
Thị trấn Trung Hòa ở Diêm Tân

Diêm Tân (tiếng Trung phồn thể: 鹽津縣, giản thể: 盐津县, Hán Việt: Diêm Tân huyện) là một huyện tại địa cấp thị Chiêu Thông, tỉnh Vân Nam, Cộng hòa Nhân dân Trung Hoa. Huyện này là cửa ngõ quan trọng từ Tứ Xuyên và Quý Châu đi vào Vân Nam. Huyện lỵ đóng tại trấn Diêm Tỉnh (鹽井鎮).

## Hành chính
Diêm Tân được chia ra thành 10 đơn vị hành chính cấp hương, bao gồm 6 trấn và 4 hương
- Trấn: Diêm Tỉnh (盐井镇),  Phổ Nhị (普洱镇), Đậu Sa (豆沙镇), Trung Hòa (中和镇), Miếu Bá (庙坝镇), Thị Tử (柿子镇)
- Hương: Hưng Long (兴隆乡), Lạc Nhạn (落雁乡), Than Đầu (滩头乡), Ngưu Trại (牛寨乡)